# Vilstalsee
Vilstalsee – sztuczne jezioro zbudowane w Niemczech, Bawarii, w latach 1972–1976 na rzece Vils. 